# Elite Pavilion
L'Elite Pavilion est un gratte-ciel en construction à Kuala Lumpur en Malaisie. Il s'élèvera à 230 mètres. Son achèvement est prévu pour 2018. 